# Buwajdat as-Suwajkat
Buwajdat as-Suwajkat (arab. بويضة السويقات) – miejscowość w Syrii, w muhafazie Tartus. W 2004 roku liczyła 2835 mieszkańców.